# Joseph Aghoghovbia
Joseph Aghoghovbia (Kafanchan, 15 april 1941 – Benin City, 19 juli 2010) was een Nigeriaans voetballer. Hij nam eenmaal deel aan de Olympische Spelen, maar won bij die gelegenheid geen medaille.
Aghoghovbia was een aanvaller en nam deel aan de Olympische Spelen van 1968. In december van hetzelfde jaar kwam hij nog eenmaal uit voor het Nigeriaans voetbalelftal.